# Знаменка (Костромська область)
Знаменка (рос. Знаменка) — присілок в Мантуровському районі Костромської області Російської Федерації.
Населення становить 148 осіб. Входить до складу муніципального утворення Знаменське сільське поселення.

## Історія
Від 1944 року населений пункт належить до Костромської області.
Від 2007 року входить до складу муніципального утворення Знаменское сельское поселение.

## Населення
| 2008 | 2010 | 2014 |
| ---- | ---- | ---- |
| 161  | ↗198 | ↘148 |